# Мисс Интернешнл 1985

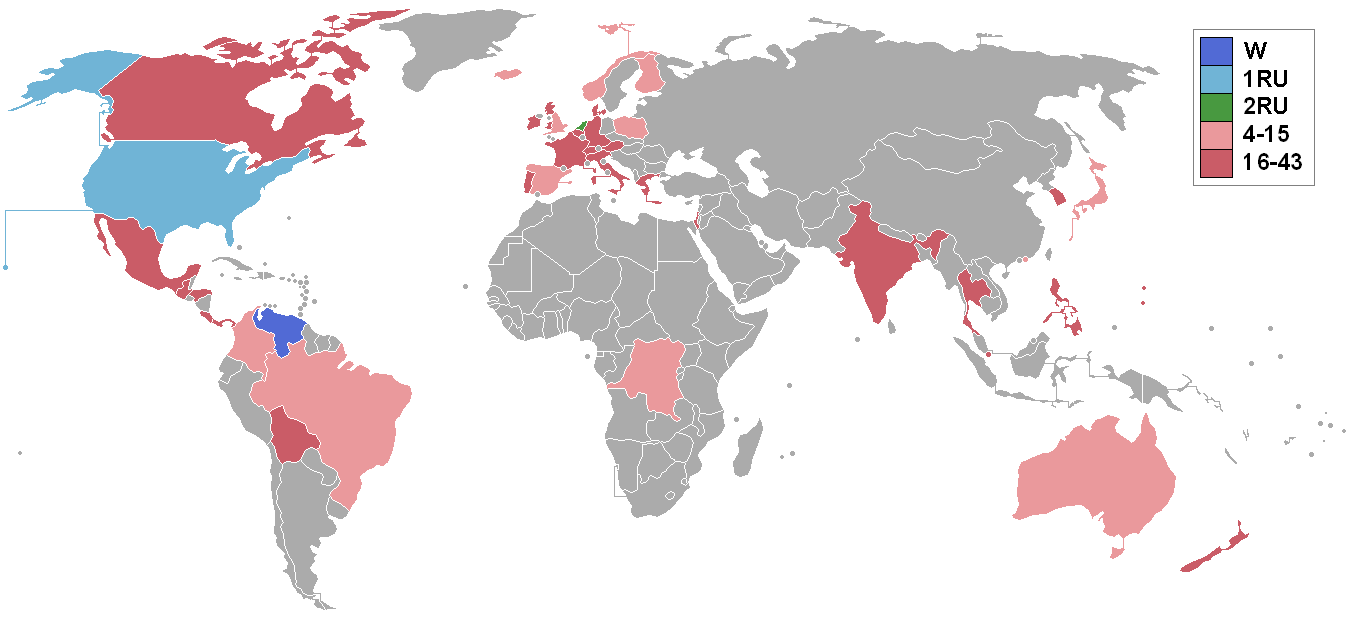
Страны-участницы Мисс Интернешнл

Мисс Интернешнл 1985 (англ. Miss International 1985) — 25-й международный конкурс красоты Мисс Интернешнл, проведённый 15 сентября 1985 года в Цукуба (Япония), который выиграла Нина Сисилия из Венесуэлы.

## Финальный результат
| Финальные результаты | Участница |
| -------------------- | --- |
| Мисс Интернешнл 1985 | - Венесуэла — Алехандрина Сицилия Эрнандес |
| 1st runner-up        | - США — Сари Нерин Журбетт |
| 2nd runner-up        | - Нидерланды — Жаклин Шуман |
| Semi-finalist        | - Австралия — Кетрина Рэй Кили - Бразилия — Катя Нискименто Гимараэс - Колумбия — Мария Пия Дугу Ренгифо - Англия — Андреа Вивьен Бордман - Финляндия — Элена Марьюкка Тонтти - Гонконг — Эллен Вонг Ай-Лэйн - Исландия — Анна Маргарет Йонсдоттир - Япония — Макико Мацумото - Норвегия — Торунн Форсберг - Польша — Катаржина Дорота Завидска - Испания — Беатрис Молеро Бельтран - Заир — Тумба Муламба |

## Специальные награды
| Награда                    | Участница                           |
| -------------------------- | ----------------------------------- |
| Лучший национальный костюм | - Колумбия — Мария Пия Дуну Ренгифо |
| Мисс Дружба                | - Дания — Сусан Бохе Расмуссен      |
| Мисс Фотогеничность        | - Колумбия — Мария Пия Дуну Ренгифо |
| Мода 21 века               | - Гонконг — Эллен Вонг Ай-Лэйн      |

## Участницы
| - США — Сари Нерине Юрберт - Австралия — Кетрина Рэй Кили - Австрия — Мартина Маргарет Хайден - Бельгия — Мирей Паула Бейл - Боливия — Ана Патрисия Кастельянос - Бразилия — Катя Наскименто Гимараэс - Канада — Дженифер Франсис Брюно - Колумбия — Мария Пия Дугу Ренгифо - Коста-Рика — Марианела Эррера Марин - Дания — Сусан Бойе Расмуссен - Англия — Андреа Вивьенн Боардман - Финляндия — Марьюкка Элена Тонтти - Франция — Натали Джонс (World 85) - Германия — Штефани Ангелика Рот - Греция — Эфтимия Дерека - Гуам — Тереза Артеро Каспербауэр - Гватемала — Перла Лиссетт Прера Фрувирт - Нидерланды — Жаклин Шумит - Гондурас — Вельска Савала - Гонконг — Эллен Вонг Ай-Лэйн - Исландия — Анна Маргарет Йонсдоттир - Индия — Винита Сешадри Васан | - Ирландия — Карен Анн Шевлин (Universe 86) - Израиль — Авивит Нахмани - Италия — Габриела Онгаро - Япония — Макико Мацумото - Республика Корея — Чанг Си-ва - Мексика — Ребекка де Альба Диас - Новая Зеландия — Паула Луиз Франич - Северные Марианские Острова — Антунетт Мари Флорес (Universe 85) - Норвегия — Торунн Форсберг - Панама — Диана Марина Лау - Филиппины — Сабрина Симонетт Мари Ройг Артади - Польша — Катаржина Дорота Завидска (Universe 85; SF World 85) - Португалия — Ана Паула Машаду Шарепе - Шотландия — Карен Хелен Белл - Сингапур — Чви Лан Чуа - Испания — Беатрис Молеро Бельтран - Швейцария — Луциенн Тьебанд (4th RU Europe 85) - Таиланд — Сасимапорн Чайкомол - Венесуэла — Нина Сисилиа - Уэльс — Саманта Амистон - Заир — Тумба Муламба |